# أثر بوكل

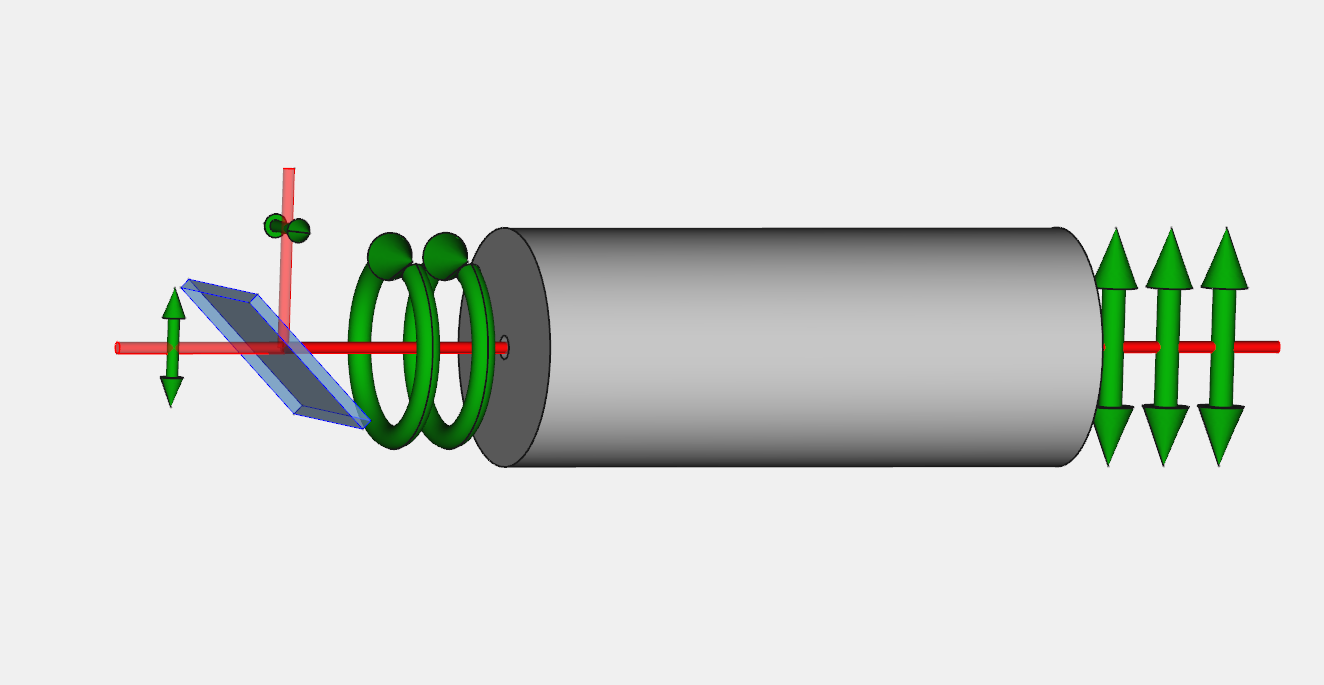

ظاهرة بوكل (Pockel's Effect) سميت تيمنا بفريدرك بوكل وهي وجود معامل انكسار ئنائي، أي أن له قيمتان وذلك حسب قيمة المجال الكهربائي للأمواج الكهرومغناطيسية في المادة.وفي الواقع تتاثر بعض البلورات مثل بلورة(LN) مختصر (LiNbO3) بالمجال الكهربائي حيث يتغير معامل انكسارها تبعا للجهد الكهربائي المسلط على قطبيها فتستطيع تدويرالمحور البصري بزاوية تتناسب مع الجهد المسلط لذلك تستعمل في عمليات التضمين الليزري حيث يوضع في مسار الليزر مستقطبين (polarizer) ثم كاشف (detector) لتمرير اتجاه استقطاب أحدهما عمودي على الآخر وبذلك لا يمر ضوء ليزر بعد المستقطب الثاني إلى الكاشف هنا ياتي دور البلورة حيث توضع بين المستقطبين ويوصل إليها جهد مضمّن أي يتغير آنيا تبعا للمعلومات المضمنة وبذلك يتم تدوير زاوية استقطاب الليزر أكبر أو اقل من (90 درجة) وبذلك سيمر شعاع الليزر من المستقطب الثاني إلى الكاشف وبشدات مختلفة بعد ذلك يتم فك التضمين فيتم الحصول على المعلومات مرة أخرى.

## مواضيع ذات صلة
- ظاهرة كير